# Велч, Терри
Терри Арчер Велч (англ. Terry Archer Welch; 1939—1988) — американский учёный, работавший в области компьютерных наук, один из авторов алгоритма сжатия LZW.

## Карьера
Велч получил степени бакалавра, магистра и кандидата наук (доктора философии) в МТИ в области электротехники.
Преподавал в Университете штата Техас в Остине и разрабатывал компьютеры в компании Honeywell в городе Волтхэм в штате Массачусетс (США). В 1976 году перешёл в исследовательский центра Sperry (Садбери, штат Массачусетс, США), где и написал статью с описанием алгоритма LZW (статья была опубликована позднее, когда Велч уже не работал в Sperry). В 1983 году перешёл в корпорацию DEC, где обеспечивал сотрудничество DEC с исследовательским институтом MCC (Microelectronics and Computer Consortium), занимавшимся разработкой компьютерных архитектур и микроэлектроники.
Умер от опухоли головного мозга в 1988 году.

## Научные новации
В 1984 году разработал алгоритм сжатия LZW, который является улучшением алгоритма LZ78, ранее описанного Авраамом Лемпелем и Яаковом Зивом. LZW лёг в основу Unix утилиты compress и до сих пор применяется во многих архиваторах.